# Fekete Zsuzsa
Fekete Zsuzsa (1969 –) újságíró, kommunikációs és médiatréner, mentálhigiénés szakember.  Az első női sportriporter, aki televízióban közvetített futballmérkőzéseket. 2003-tól a Magyar Sportújságíró Szövetség tagja, majd elnökségi tagja. 2009-ben beválasztották a 10 legismertebb Diósgyőr-szurkoló közé.

## Tanulmányai
Tanulmányait a Nyíregyházi Egyetemen (volt Bessenyei György Tanárképző Főiskola) , a Semmelweis Egyetemen, valamint a Metropolitan Egyetemen végezte.

## Munkássága
Dolgozott riporterként, hírszerkesztő-hírolvasóként, műsorvezetőként, felelős szerkesztőként, főszerkesztőként, sajtófőnökként, kommunikációs vezetőként. Ötvenes éveiben céget alapított, és előadásokra, valamint médiaszereplésre készít fel embereket, mellette mentálhigiénés szakemberként és coach-ként segíti a hozzá fordulókat. Kidolgozott egy egyedi kommunikációs blokkoldó módszert, ami abban segít, hogy felszabadultabban beszéljenek, akik szoronganak a nyilvános beszédtől. 
Munkahelyei: Nonstop Rádió, Diósgyőri VTK NB I-es labdarúgó csapata, Európa Rádió, Észak-Magyarország, Miskolc Televízió, Lánchíd Rádió, nb1.hu, InfoRádió, Magyarországi Református Egyház és Kossuth Rádió.